# Rhyothemis princeps
Rhyothemis princeps är en trollsländeart. Rhyothemis princeps ingår i släktet Rhyothemis och familjen segeltrollsländor. IUCN kategoriserar arten globalt som livskraftig.

## Underarter
Arten delas in i följande underarter:
- R. p. irene
- R. p. princeps

## Bildgalleri

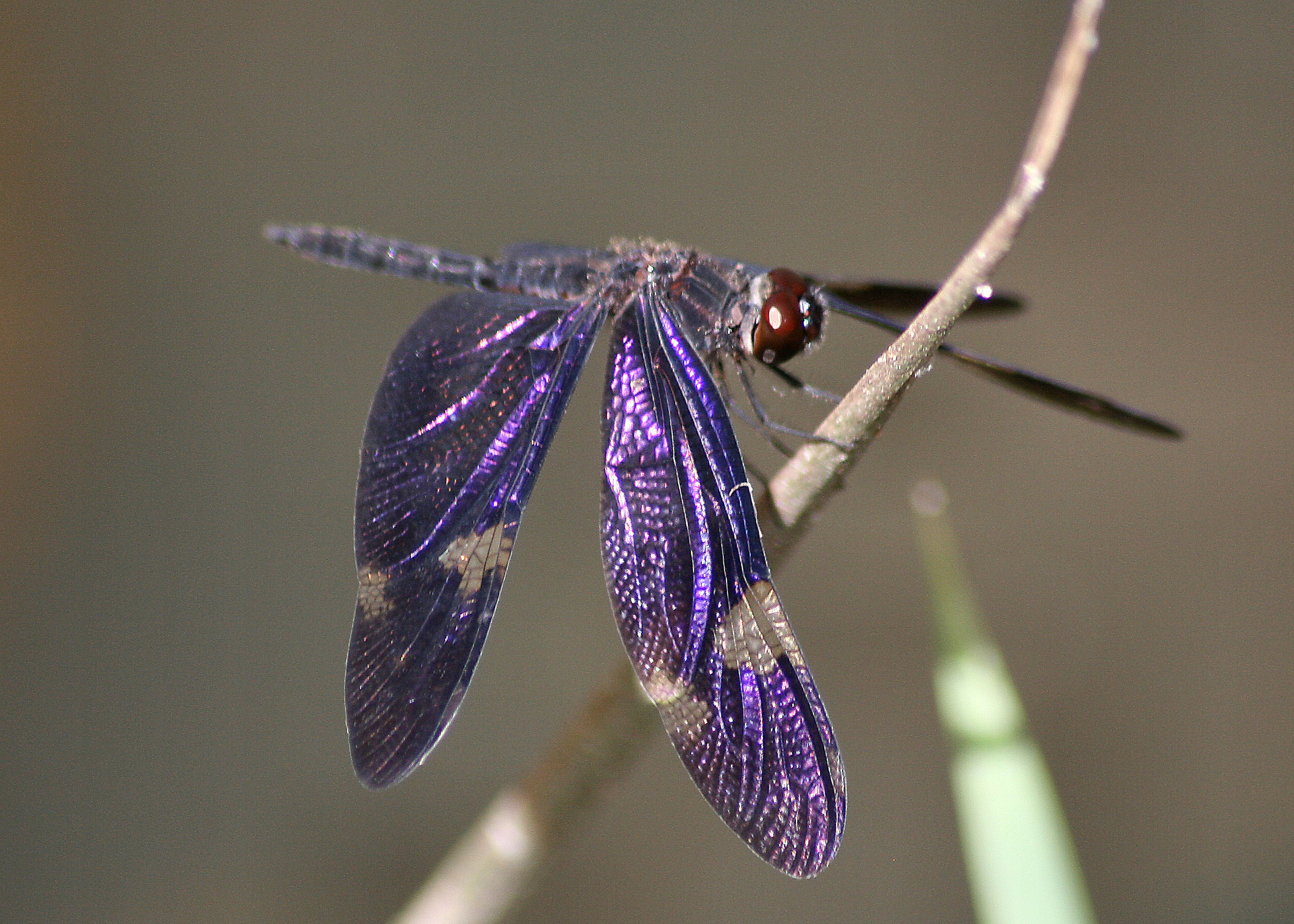
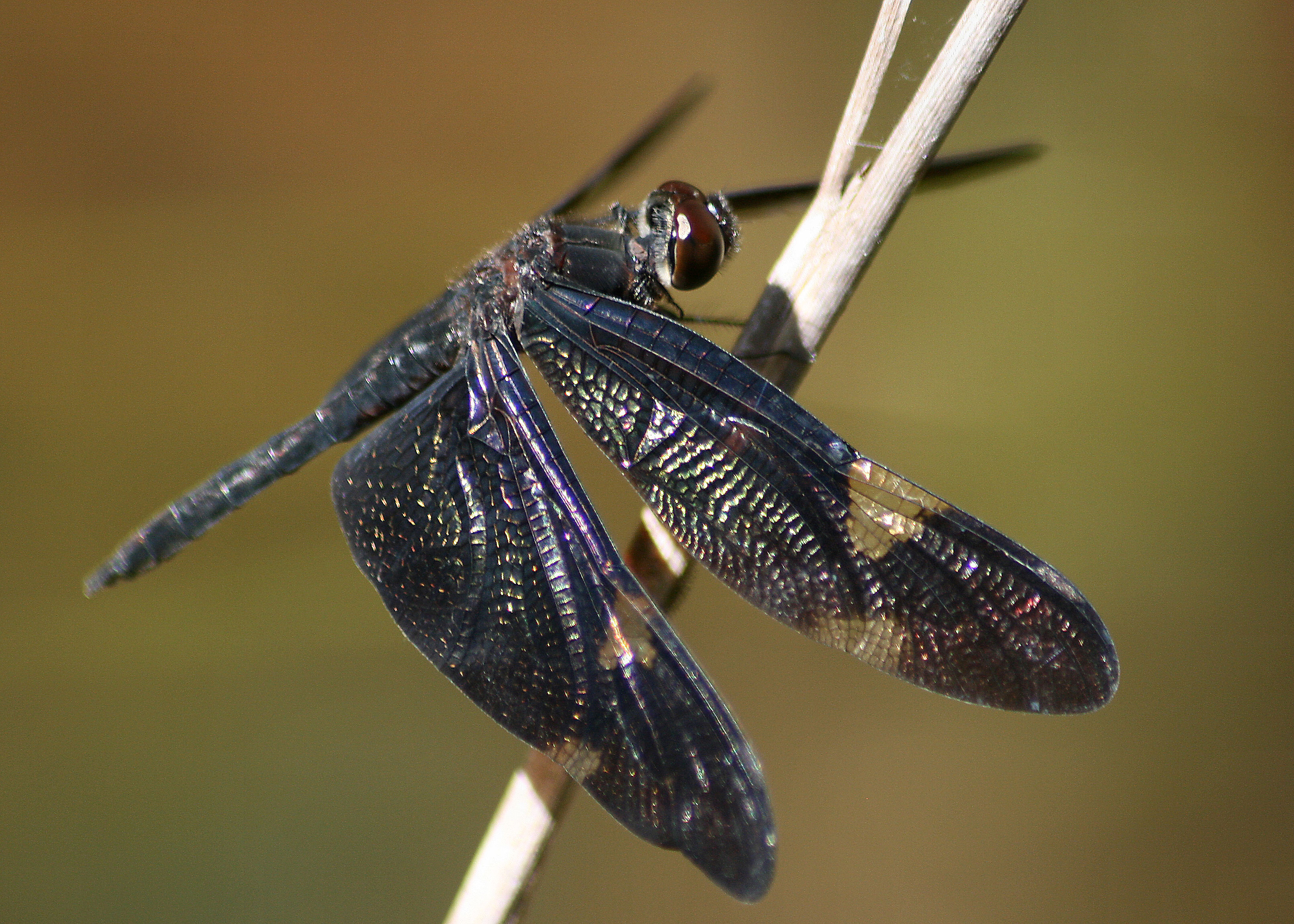